# 一楽屋百貨店
一楽屋百貨店（いちらくやひゃっかてん）は、徳島県徳島市東新町にあった百貨店。

## 歴史・概要
1886年（明治19年）に徳島市西新町で高級呉服の販売を主力とする「一楽屋呉服店」を開いたのが始まりで、大正時代には高級呉服・染物では徳島一と評されるようになった。
1930年（昭和5年）9月25日に資本金1万円で「合資会社一楽屋呉服店」を設立して法人化し、1935年（昭和10年）11月15日に「株式会社一楽屋百貨店」に改組した。
丸新百貨店に隣接する「広田呉服店」跡を買収して鉄筋コンクリート造4階建ての建物を建設し、1935年（昭和10年）11月23日に「一楽屋百貨店」を開店した。
この百貨店は、徳島で初めてのエレベーターが設置され、1階が洋品雑貨・化粧品や食品・菓子などの売場、2階が呉服売場、3階が文房具・玩具・貴金属・楽器などの売場、4階が食堂や園芸売場のほか子供遊技場と動物園があった。
しかし、1940年（昭和15年）には、電気節約を目的としてエレベーターを停止されたり、50円以上の買い物時には30%・100円以上では50%の購買貯蓄義務化といった戦時統制に伴う制約が係るようになった。
1941年（昭和16年）には商品券も廃止された。
そして、戦時中に休業することになった。
1947年（昭和22年）4月に「株式会社栄屋」として営業を再開。
しかし、営業不振に陥ったことから、松坂屋から幹部の派遣や商品券の共通化などの支援を受けて傘下に入り、1960年（昭和35年）7月に「株式会社サカエヤ」に商号を変更した。
そして、1969年（昭和44年）7月に「株式会社サカエヤ」はキョーエイグループに買収され、サカエヤ跡地には1971年（昭和46年）9月25日に「有限会社京屋」が衣料品専門大型店「ファッションセンター京屋」（地上5階建て・延べ床面積約3,042m2、店舗面積約2,014m2）を開店した。
キョーエイ傘下に入った後の「株式会社サカエヤ」は不動産賃貸業・酒販業となった後、OA機器販売・住宅設備・建築設計施工などを手掛ける会社となった。
その後、1994年（平成6年）に「株式会社京屋」と合併して「株式会社京屋サカエヤ」となったが、2001年（平成13年）に「株式会社京屋」と商号変更された。